# 死霊館ユニバース
「死霊館ユニバース」（The Conjuring Universe）は、超常現象を題材にしたホラー映画を中心とした、アメリカのメディア・フランチャイズであり、シェアード・ユニバースである。本シリーズは、超常現象の調査員であり作家でもあるエド、ロレイン・ウォーレン夫妻の身に、実際に起きた事件をドラマ化したものである。本編では、悪霊に取り憑かれた人々を助けようとするウォーレン夫妻の試みを描き、スピンオフ作品では、ウォーレン夫妻が遭遇したいくつかの実体の起源に焦点を当てている。
本シリーズは商業的にも成功しており、総予算2億800万ドルに対し、総興行収入22億ドルを記録し、ホラー映画シリーズとしては最も高い興行収入を記録している。このシリーズは、主に好意的な評価と賛否両論の評価を受けている。

## 構想
本シリーズ誕生のきっかけとなったのは、『死霊館』のプロデューサーを務めたトニー・デローザ＝グランドが、ロレイン・ウォーレンのインタビュー音声を夫のエドから聞かせてもらったことであった。それは『死霊館』公開の20年以上も前のことであった。デローザ＝グランドはその音声と視聴後の議論を録音していたのである。議論も終わりに近づいた頃、エドの「私たちの経験を映画にする以外に、私たちは世間に対して何も為し得ないでしょう」という言葉を聞いたデローザ＝グランドは、その場で夫妻の経験を映画化する構想について熱く語ったのだという。
デローザ＝グランドは死霊館というタイトルのプロジェクトを立ち上げたが、その後14年間、映画化の目途をつけることができなかった。ゴールド・サークル・フィルムズとの交渉に漕ぎ着けたこともあったが、金銭面で折り合いがつかず破談となった。
ピーター・サフランと組むことになったデローザ＝グランドは、チャド・ヘイズとケイリー・W・ヘイズに脚本の執筆を依頼した。デローザ＝グランドの企画書とエド・ウォーレンの録音テープを手掛かりにしつつも、2人は主人公を当初案のペロン夫妻からウォーレン夫妻に変更した。2人はロレイン・ウォーレンに何回も電話取材を行い、詳細に至るまで正確に描写することに努めたのだという。2009年の半ばまでに、『死霊館』の映画化権をめぐって6つの製作会社が激しい競争を繰り広げたが、最終的に、サミット・エンターテインメントが映画化権を獲得した。しかし、デローザ＝グランドとサミット・エンターテインメントの間で意見の相違が埋まらなかったため、本作の映画化権をめぐる獲得競争が再び勃発した。2009年11月11日、デローザ＝グランド率いるエヴァーグリーン・メディア・グループとニュー・ライン・シネマとの間で正式に契約が結ばれた。

## 作品
| 作品                                                                 | 公開日                       | 監督                        | 脚本                                                                                        | 原案                                                     | 製作                                                        |
| -------------------------------------------------------------------- | ---------------------------- | --------------------------- | ------------------------------------------------------------------------------------------- | -------------------------------------------------------- | ----------------------------------------------------------- |
| 死霊館 The Conjuring                                                 | 2013年7月19日 2013年10月11日 | ジェームズ・ワン            | チャド・ヘイズ ケイリー・ヘイズ                                                             | チャド・ヘイズ ケイリー・ヘイズ                          | トニー・デローサ=グランド ピーター・サフラン ロブ・コーワン |
| アナベル 死霊館の人形 Annabelle                                      | 2014年10月3日 2015年2月28日  | ジョン・R・レオネッティ     | ゲイリー・ドーベルマン                                                                      | ゲイリー・ドーベルマン                                   | ピーター・サフラン ジェームズ・ワン                         |
| 死霊館 エンフィールド事件 The Conjuring 2                            | 2016年6月10日 2016年7月9日   | ジェームズ・ワン            | チャド・ヘイズ ケイリー・W・ヘイズ ジェームズ・ワン デヴィッド・レスリー・ジョンソン        | チャド・ヘイズ ケイリー・W・ヘイズ ジェームズ・ワン      | ピーター・サフラン ロブ・コーワン ジェームズ・ワン          |
| アナベル 死霊人形の誕生 Annabelle: Creation                          | 2017年8月11日 2017年10月13日 | デヴィッド・F・サンドバーグ | ゲイリー・ドーベルマン                                                                      | ゲイリー・ドーベルマン                                   | ピーター・サフラン ジェームズ・ワン                         |
| 死霊館のシスター The Nun                                             | 2018年9月7日 2018年9月21日   | コリン・ハーディ            | ゲイリー・ドーベルマン                                                                      | ゲイリー・ドーベルマン ジェームズ・ワン                  | ピーター・サフラン ジェームズ・ワン                         |
| アナベル 死霊博物館 Annabelle Comes Home                             | 2019年6月28日 2019年9月20日  | ゲイリー・ドーベルマン      | ゲイリー・ドーベルマン                                                                      | ゲイリー・ドーベルマン ジェームズ・ワン                  | ピーター・サフラン ジェームズ・ワン                         |
| 死霊館 悪魔のせいなら、無罪。 The Conjuring: The Devil Made Me Do It | 2021年6月4日 2021年10月1日   | マイケル・チャベス          | デヴィッド・レスリー・ジョンソン                                                            | デヴィッド・レスリー・ジョンソン ジェームズ・ワン        | ピーター・サフラン ジェームズ・ワン                         |
| 死霊館のシスター 呪いの秘密 The Nun 2                                | 2023年9月8日 2023年10月13日  | マイケル・チャベス          | イアン・ゴールドバーグ リチャード・ナイン アケラ・クーパー                                  | アケラ・クーパー ジェームズ・ワン ゲイリー・ドーベルマン | ピーター・サフラン ジェームズ・ワン                         |
| 死霊館 最後の儀式 The Conjuring: Last Rites                          | 2025年9月5日 2025年10月      | マイケル・チャベス          | デヴィッド・レスリー・ジョンソン イアン・ゴールドバーグ リチャード・ナイン ジェームズ・ワン | ジェームズ・ワン デヴィッド・レスリー・ジョンソン        | ピーター・サフラン ジェームズ・ワン                         |

### 時系列
「死霊館ユニバース」の全8作品の舞台は、1952年から1981年の間である。
| 年   | 長編映画                                                             |
| ---- | -------------------------------------------------------------------- |
| 1952 | 死霊館のシスター The Nun                                             |
| 1956 | 死霊館のシスター 呪いの秘密 The Nun 2                                |
| 1958 | アナベル 死霊人形の誕生 Annabelle: Creation                          |
| 1970 | アナベル 死霊館の人形 Annabelle                                      |
| 1971 | 死霊館 The Conjuring                                                 |
| 1972 | アナベル 死霊博物館 Annabelle Comes Home                             |
| 1977 | 死霊館 エンフィールド事件 The Conjuring 2                            |
| 1981 | 死霊館 悪魔のせいなら、無罪。 The Conjuring: The Devil Made Me Do It |
| TBA  | 死霊館 最後の儀式 The Conjuring: Last Rites                          |

### 『死霊館』（2013年）
2012年1月、ジェームズ・ワンが『死霊館』の監督に起用されたとの報道があった。『死霊館』は1971年にロードアイランド州ハリスヴィルでウォーレン夫妻が遭遇した事件を題材とした作品である。2月にはパトリック・ウィルソンとヴェラ・ファーミガの2人が主演のウォーレン夫妻を演じると発表された。2月下旬、本作の主要撮影がノースカロライナ州で始まった。当初、ニュー・ライン・シネマとワーナー・ブラザースは本作の北米公開日を2013年1月25日に設定していたが、2012年10月の試写会で大絶賛されたことを受けて、本作をサマーシーズンに公開することとした。最終的に、本作は2013年7月19日に北米で封切られ、批評家と観客の双方から絶賛され、大ヒットを記録した。

### 『アナベル 死霊館の人形』（2014年）
『死霊館』の興行的成功を受けて、スピンオフ作品の製作が開始された。その第1作として、『死霊館』に出てきたアナベル人形の由来に焦点を当てた映画が製作されることとなった。その監督には『死霊館』で撮影監督を務めたジョン・R・レオネッティが起用された。『アナベル 死霊館の人形』は人形の所有者であるフォーム夫妻に焦点を当てた作品になっている。
本作は興行的成功を収めるには至ったが、批評家からは否定的な評価を受けることの方が多かった。「『死霊館』に比べて出来が劣る」という見解が大勢を占めた。

### 『死霊館 エンフィールド事件』（2016年）
2013年6月、ニュー・ライン・シネマが『死霊館』の続編の企画を進めているとの報道があり、主演2人はすでに出演契約にサインしていると報じられた。当初、続編は2015年10月23日に全米公開されると発表されたが、ワーナー・ブラザースは2016年に公開日を延期した。2014年10月21日、ジェームズ・ワンが続編の監督と脚本を担当することになったと報じられた。11月11日、続編の全米公開日が2016年6月10日に設定された。本作の主要撮影は2015年9月にロサンゼルスで始まり、同年12月にロンドンで終わった。続編は1977年にロンドンで発生したエンフィールド事件を題材としつつも、『アミティヴィルの恐怖』を参照した作品となった。
前作と同様、『死霊館 エンフィールド事件』は批評家と観客の双方から絶賛されたが、「『死霊館』の方が出来が良かった」と述べた批評家も出た。全世界での興行収入は3億2000万ドルを超え、ホラー映画としては『エクソシスト』に次ぐヒット作となった。

### 『アナベル 死霊人形の誕生』（2017年）
2015年10月、『アナベル 死霊館の人形』の前日譚が製作されることになったと報じられた。当初、続編は2017年5月19日に全米公開される予定だったが、同週に公開される『エイリアン: コヴェナント』との競合を避けるため、8月11日に公開日が延期された。2016年3月、デヴィッド・F・サンドバーグが監督に起用されたと報じられた。続編となる『Annabelle: Creation』はアナベル人形の製作者であるムリンス夫妻に焦点を当て、なぜアナベル人形が悪しき力を持つようになったのかが描かれている。

### 『死霊館のシスター』（2018年）
2016年6月15日、『死霊館 エンフィールド事件』に登場した悪魔の尼僧、ヴァラクに焦点を当てたスピンオフ映画の製作が発表された。2017年2月、コリン・ハーディが監督に起用されたとの報道があり、全米公開日が2018年7月13日に設定されたとの報道もあった。4月、デミアン・ビチルとタイッサ・ファーミガ、ボニー・アーロンズの出演が決まった。

### 『アナベル 死霊博物館』（2019年）
2018年4月、ワーナー・ブラザース映画は2019年7月3日に死霊館シリーズの新作を全米公開すると発表した。しばらくして、その新作がアナベルシリーズの第3作であると判明した。第3作の監督にはゲイリー・ドーベルマンが起用され、ピーター・サフランとジェームズ・ワンがプロデューサーとして続投することになった。

### 『死霊館 悪魔のせいなら、無罪。』（2021年）
第3作に関して、ジェームズ・ワンは「ウォーレン夫妻には数々のエピソードがあるので、『死霊館』シリーズはまだまだ続くでしょう」と述べている。また、チャド・ヘイズとケイリー・W・ヘイズも続編の製作に意欲を示しているのだという。しかし、ワンは「他のプロジェクトに関与しているので、第3作の監督を務めることはできない」とも述べている。ワンは「もしも第3作を製作する機会があるなら、その監督には『死霊館』シリーズの世界観をさらに広げて欲しいと思っています。」「第3作が製作されるのなら、1980年代を舞台とするのが望ましいでしょう。」とも語っている。後に、ワンは「第3作は『狼男アメリカン』のような作品になるでしょう。狼男を題材とするのは実に面白い。ウォーレン夫妻が『バスカヴィル家の犬』のような世界に放り込まれたらどうなるか。それだけで面白い。」とも述べている。2017年5月、ピーター・サフランは第3作が幽霊屋敷を舞台にした作品にはならないと述べた。6月、第3作の脚本をデヴィッド・レスリー・ジョンソンが執筆することになったとの報道があった。8月、ワンは第3作の脚本を執筆している最中だと述べた。
当初、第3作は2020年9月11日に全米公開される予定だったが、新型コロナウイルスの感染が拡大していることを受け、公開日が2021年6月4日に延期されることになった。

### 『死霊館のシスター 呪いの秘密』（2023年）
2017年8月12日、ジェームズ・ワンが本作の続編について「現時点で、続編の可能性があるかを明言することはできません。ただ、もし『死霊館のシスター』が興行的に成功を収めたなら、続編製作の話は出てくるでしょうし、ヴァラクとロレイン・ウォーレンの物語（『死霊館』と『死霊館 エンフィールド事件』で展開された物語）をどう結びつけるのかという話も出てくるでしょう。」と述べた。
2019年4月10日、『死霊館のシスター』の続編が製作されていると報じられた。15日、アケラ・クーパーが本作の脚本を執筆することになったとの報道があった。

## 関連作品
| 作品                                           | 公開日                      | 監督                    | 脚本                                      | 製作                                                               |
| ---------------------------------------------- | --------------------------- | ----------------------- | ----------------------------------------- | ------------------------------------------------------------------ |
| ウルフ・アット・ザ・ドア Wolves at the Door    | 2017年4月18日               | ジョン・R・レオネッティ | ゲイリー・ドーベルマン                    | ピーター・サフラン                                                 |
| ラ・ヨローナ〜泣く女〜 The Curse of La Llorona | 2019年4月19日 2019年5月10日 | マイケル・チャベス      | マイキー・ドートリー トビアス・イアコニス | ジェームズ・ワン ゲイリー・ドーベルマン エミール・グラッドストーン |

### 『ウルフ・アット・ザ・ドア』（2016年）
2015年に ジョン・R・レオネッティがニュー・ライン・シネマの新作『Wolves at the Door』に起用され、脚本をゲイリー・ドーベルマン、製作をピーター・サフランが務めることが発表された。本作品は死霊館ユニバースの１作品ではないものの、レオネッティが監督を務めたアナベル 死霊館の人形の登場人物であるクラーキン刑事が登場している。

### 『ラ・ヨローナ〜泣く女〜』（2019年）
2017年10月、ジェームズ・ワンが製作を務める新作ホラー映画『The Children』の監督にマイケル・チャベスが起用され、リンダ・カーデリーニが主演を務めるとの発表があった。2018年7月、タイトルが『The Children』から『The Curse of La Llorona』に変更された。10月、ショーン・パトリック・トーマス、パトリシア・ヴェラスケス、レイモンド・クルスがキャスト入りした。2019年4月19日、本作は全米公開された。
本作は単発作品として宣伝されたが、『アナベル 死霊館の人形』に登場したペレス神父が再登場しており、後に本作が死霊館シリーズに関連する作品であることが明かされた。
しかし本作の公開後、監督のマイケル・チャベスは本作が死霊館ユニバース内の作品であることを繰り返し否定し、同じ世界観を持つシリーズ外の作品とされている。

## 製作中止作品
| 作品            | 公開日   | 監督     | 脚本                   | 原案             | 製作                                | 状態     |
| --------------- | -------- | -------- | ---------------------- | ---------------- | ----------------------------------- | -------- |
| The Crooked Man | 製作中止 | 製作中止 | マイク・ファン・ウェズ | ジェームズ・ワン | ピーター・サフラン ジェームズ・ワン | 製作中止 |

### 『The Crooked Man』
2017年5月31日、ピーター・サフランが『死霊館 エンフィールド事件』に出てきたへそ曲がり男を主人公とした映画を製作する可能性について言及した。6月14日、ジェームズ・ワンのアイデアを元に、マイク・ヴァン・ワエズが『The Crooked Man』の脚本を執筆しているとの報道があった。8月、ワンは『エンターテインメント・ウィークリー』のインタビューの中で「へそ曲がり男を主人公とした映画を作るのは、死霊館シリーズの雰囲気をダークな童話に移行させたいからです。」と語った。
2022年11月7日、ジェームズ・ワン監督が企画がお蔵入りになったことを自身のInstagramにて発表した。

## シリーズの興行収入
| 作品名                        | 全米公開日    | 興行収入     | 興行収入       | 興行収入       | 興収ランキング | 興収ランキング  | 製作費        | Ref(s)        |
| 作品名                        | 全米公開日    | 北米         | 諸外国         | 全世界         | All time 北米  | All time 全世界 | 製作費        | Ref(s)        |
| ----------------------------- | ------------- | ------------ | -------------- | -------------- | -------------- | --------------- | ------------- | ------------- |
| 死霊館                        | 2013年7月19日 | $137,446,368 | $182,959,874   | $320,406,242   | #479           | #503            | $20 million   | [ 59 ] [ 60 ] |
| アナベル 死霊館の人形         | 2014年10月3日 | $84,284,252  | $173,305,469   | $257,589,721   | #977           | #653            | $6.5 million  | [ 59 ] [ 61 ] |
| 死霊館 エンフィールド事件     | 2016年6月10日 | $102,516,140 | $219,318,211   | $321,834,351   | #761           | #523            | $40 million   | [ 59 ] [ 62 ] |
| アナベル 死霊人形の誕生       | 2017年8月11日 | $102,092,201 | $204,423,683   | $306,515,884   | #766           | #533            | $15 million   | [ 59 ] [ 63 ] |
| 死霊館のシスター              | 2018年9月7日  | $117,481,222 | $248,101,575   | $365,582,797   | #619           | #409            | $22 million   | [ 59 ] [ 64 ] |
| アナベル 死霊博物館           | 2019年6月26日 | $74,152,591  | $157,100,000   | $231,252,591   | #1,157         | #749            | $27 million   | [ 59 ] [ 65 ] |
| 死霊館 悪魔のせいなら、無罪。 | 2021年6月4日  | $65,631,050  | $140,770,430   | $206,401,480   | #1,341         | #905            | $39 million   | [ 59 ] [ 66 ] |
| 死霊館のシスター 呪いの秘密   | 2023年9月8日  | $86,267,073  | $181,800,000   | $268,067,073   | #989           | #653            | $38.5 million | [ 59 ] [ 67 ] |
| トータル                      | トータル      | $769,870,897 | $1,499,479,242 | $2,277,650,139 |                |                 | $208 million  |               |

## 批評家及び観客からの評価
| 作品名                        | Rotten Tomatoes   | Metacritic      | CinemaScore |
| ----------------------------- | ----------------- | --------------- | ----------- |
| 死霊館                        | 86% (202 reviews) | 68 (35 reviews) | A-          |
| アナベル 死霊館の人形         | 29% (119 reviews) | 37 (27 reviews) | B+          |
| 死霊館 エンフィールド事件     | 80% (216 reviews) | 65 (38 reviews) | A-          |
| アナベル 死霊人形の誕生       | 70% (183 reviews) | 62 (29 reviews) | B           |
| 死霊館のシスター              | 26% (191 reviews) | 46 (32 reviews) | C           |
| アナベル 死霊博物館           | 64% (194 reviews) | 53 (35 reviews) | B-          |
| 死霊館 悪魔のせいなら、無罪。 | 55% (256 reviews) | 53 (39 reviews) | B+          |
| 死霊館のシスター 呪いの秘密   | 52% (129 reviews) | 47 (24 reviews) | C+          |